# Hypobythius calycodes
Hypobythius calycodes is een zakpijpensoort uit de familie van de Hypobythiidae. De wetenschappelijke naam van de soort is voor het eerst geldig gepubliceerd in 1876 door Moseley.